# Iruya (Salta)
Iruya is een plaats in het Argentijnse bestuurlijke gebied Iruya in de provincie  Salta. De plaats telt 6.370 inwoners.

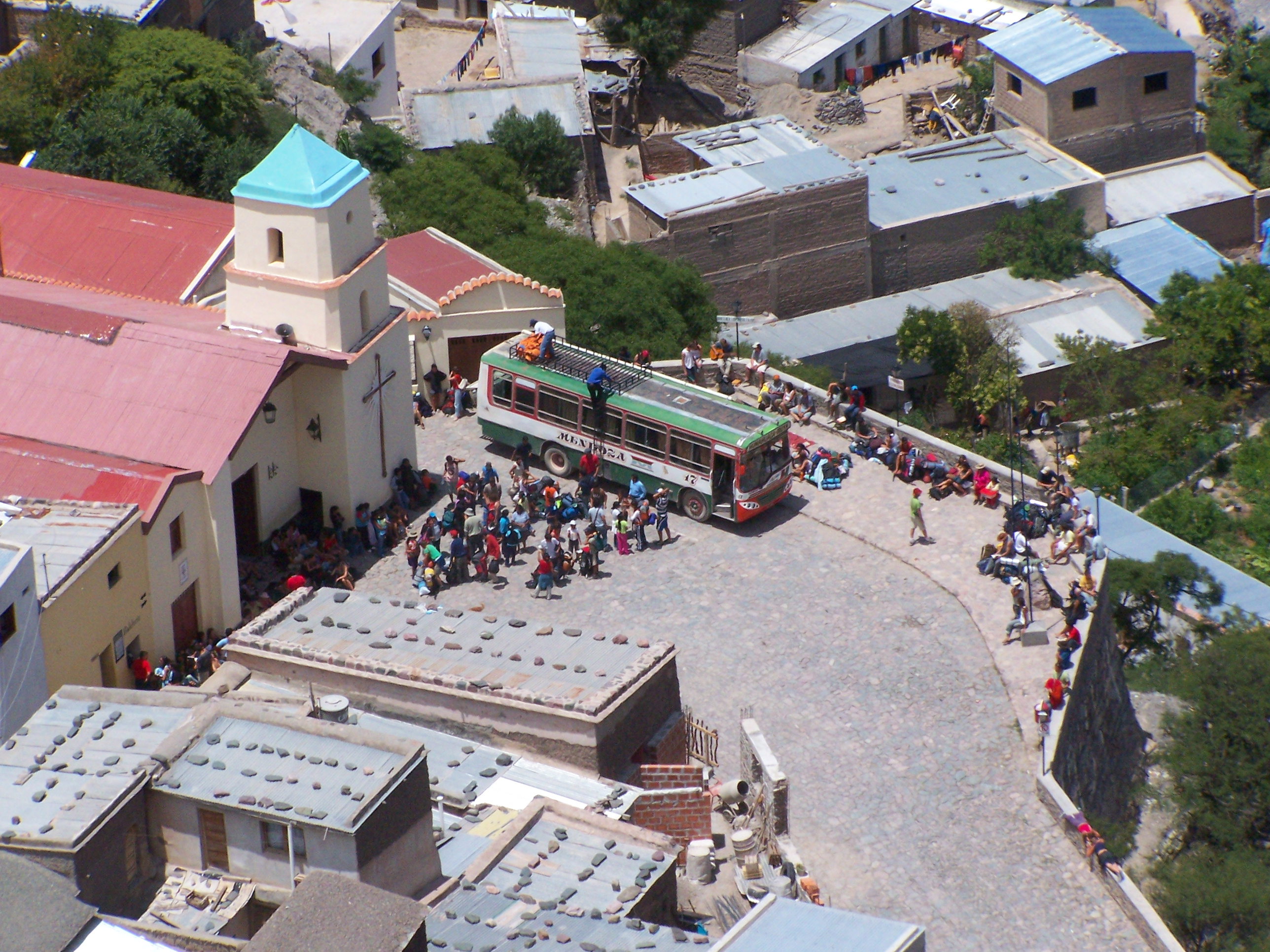
Iruya